# Београдски интернационални модел УН
Београдски интернационални модел УН (познат и као БИМУН) је интернационална четвородневна Модел УН конференција која се одржава годишње у Београду, Србија углавном у марту.
Организује је Удружење за Уједињене нације Србије од 2004. године. Обично се одржава у марту сваке године.
На претходних осам БИМУН конференција учествовало је 1260 студената из 42 државе. Ова конференција се сматра за једну од највећих Модела Уједињених нација у југоисточној Европи.
Конференција од 2012. године симулира шест комитета Уједињених нација: Савет безбедности, Кризни комитет Савета безбедности, Савет за људска права, Други комитет Генералне скупштине, Комитет за Светску баштину УНЕСКА и БИМУН Јуниор - комитет за ученике средњих школа.